# Werder Feinkost
Werder Feinkost ist ein  Hersteller von Tomatenketchup aus der brandenburgischen Stadt Werder.

## Produkte
Das bekannteste Produkt von Werder Feinkost ist der „Werder Tomaten Ketchup“, der seit 1958 hergestellt wird. Dieser ist, so schildert es der Tagesspiegel in einer Ausgabe von 2014, mit einem Marktanteil von 45 Prozent in Berlin, Brandenburg, Sachsen-Anhalt und Mecklenburg-Vorpommern Marktführer. In Gesamtdeutschland ist Werder Feinkost nach dem Bundesanzeiger 2020 der drittgrößte Ketchup-Markenhersteller. Von der Lobbyorganisation Natürlich Brandenburg, pro agro e.V. wurde Werder Ketchup in der Ausgabe von 2022 die absolute Marktführerschaft in Ostdeutschland attestiert.
Die Firma produziert rund 15 verschiedene Sorten Ketchup, kurzzeitig ab 2001 auch den grünen Ketchup. Dieser eingefärbte Ketchup bestand nicht aus grünen Tomaten, sondern wurde mit Lebensmittelfarbe eingefärbt.
Im Gegensatz zur DDR-Rezeptur werden heute die meisten Sorten Ketchup aus Kostengründen mit Maisstärke gestreckt.
Es wird auch Obstwein angeboten, der in Sachsen-Anhalt hergestellt wird.

## Geschichte
Werder Feinkost ist aus ursprünglich vier Betrieben entstanden: Lamparski, Behrens & Burmeister, Beerbaum und Lendel. 1980 wurden diese vier Betriebe in das Volkseigene Kombinat „Havelland Werder“ zusammengeschlossen. 1990 übernahm die Treuhand den Betrieb. Aus Teilen des Kombinates wurde die Werdersche Wein & Früchte GmbH gegründet, die das bestehende Sortiment weiterführte und neue Produktideen entwickelte. 1992 wurde das Unternehmen an die Alteigentümer zurückgegeben und anschließend an die heutigen Eigentümer verkauft. Der Eigentümer Heinrich Geiger starb im Jahr 2017 im Alter von 94 Jahren. Die Geschäftsführung übernimmt Tim Walter gemeinsam mit Jutta Geiger-Saumweber.